# Tune in Tomorrow (1990.)
Tune In Tomorrow je američka komedija iz 1990. koju je režirao John Amiel.
Film se temelji na romanu Maria Vargasa Llose "Tetka Julia i piskaralo", te se počeo prikazivati pod tim imenom u mnogim zemljama  Radnja filma je prebačena iz Lime 1950-ih u New Orleans te iste dekade. U glavnim su ulogama Peter Falk, Keanu Reeves i Barbara Hershey u priči koja uključuje radio dramu i ljubav. U sporednim ulogama se pojavljuju: Elizabeth McGovern, Hope Lange, Henry Gibson, John Larroquette, Buck Henry, Dedee Pfeiffer i The Neville Brothers. Glazbu za film je napisao Wynton Marsalis, koji se pojavljuje u cameo ulozi zajedno s članovima svojeg benda.